# Hydraena serpentina
Hydraena serpentina är en skalbaggsart som beskrevs av Manfred A. Jäch 1988. Hydraena serpentina ingår i släktet Hydraena och familjen vattenbrynsbaggar. Inga underarter finns listade i Catalogue of Life.